# Старичков, Семён Артамонович
Семён Артамо́нович (Арте́мьевич) Старичко́в (XVIII век, Калуга — конец ноября или начале декабря 1805 года близ Аустерлица) — русский военный, унтер-офицер Азовского мушкетёрского полка, умерший в плену от ран, полученных в битве при Аустерлице. Согласно официальной версии, изложенной в январе 1806 года М. И. Кутузовым, в плену Старичков сохранил одно из знамён полка и перед смертью передал его рядовому Чайке, который сумел вернуть его в расположение русской армии. Старичков посмертно стал героем военно-патриотической пропаганды царского периода и советской пропаганды во время Великой Отечественной войны.

## Исторические свидетельства
По утверждению калужского историка, директора областного краеведческого музея В. А. Бессонова, «приходится признать, что мы практически ничего не знаем о жизни героя». Достоверно известно лишь то, что осенью 1796 года сын калужских мещан Артамона и Марфы Старичковых был отдан в рекруты за некие оставшиеся неизвестными «пороки». Пороки эти были столь серьёзны, что, когда пришедший к власти Павел I отменил рекрутский набор 1796 года и распустил рекрут по домам, калужское мещанство отказалось принимать Старичкова обратно в свои ряды. Так, по воле общества, Старичкова «отправили на службу… в год, когда рекрутский набор в стране фактически не проводился». Старичков отслужил в Азовском мушкетёрском полку девять лет. В 1799 году полк участвовал в итальянском и швейцарском походах А. В. Суворова, а затем был размещён на западной границе России, в местечке Лабунь Волынской губернии (сейчас Новолабунь Хмельницкой области Украины). О службе Старичкова до Аустерлица не сохранилось каких-либо сведений, кроме того, что к началу войны 1805 года он был произведен в унтер-офицеры и назначен знаменосцем. По штатному расписанию в полку было шесть знамён, одно «белое» и пять «цветных». Ношение знамён обычно поручалось унтер-офицерам из дворян, и лишь при их нехватке — унтерам из низших сословий.
4 (16) ноября 1805 года Азовский полк с отличием сражался с французами при Шенграбене, а 20 ноября (2 декабря) 1805 года он был разгромлен IV корпусом Сульта при Аустерлице. Командовавший 3-й колонной русских войск генерал Пржибышевский углубился в расположение французов и потерял управление, а его полки были практически полностью уничтожены. Азовский полк потерял половину личного состава. В плену оказались унтер Старичков, командир Бутырского полка М. Л. Трескин и сам генерал Пржибышевский. 30 ноября состоялся первый размен пленных, и вернувшийся в расположение русской армии Трескин передал в штаб знамя Азовского полка. Трескин сообщил, что получил знамя из рук рядового Чайки, а тому его передал находившийся при смерти неизвестный унтер-офицер. К 16 января 1806 года русская армия сумела вернуть 12 из 32 считавшихся утраченными знамён, из них 11 вернули живые люди, непосредственно вынесшие знамёна из боя, и лишь одно знамя, Азовского полка, было спасено человеком, впоследствии умершим от ран. Происшествие заинтересовало Кутузова, и 15 января 1806 года он доложил Александру I результаты расследования: «Подполковник Трескин, разменянный из плена от французов, представил знамя Азовского мушкетёрского полка и притом донёс, что получил он его при выезде из Брюнна Бутырского ж полка роты имени его от рядового Чайки, который, вруча оное, объявил, Азовского мушкетёрского полка унтер-офицер Старичков, бывший в плену, покрытый ранами, умирая, отдал оному рядовому сие знамя, умоляя сберечь его, и скоро после сего умер. Рядовой Чайка, приняв оное с благоговением, сохранил при себе. Сей героический подвиг Старичкова, который при самой кончине жизни своей помышлял только о том, чтоб сохранить и доставить к начальству вверенное ему знамя, понуждает меня донесть о том Вашему Императорскому Величеству». Александр распорядился «Сделать из сего выписку для припечатаний к ведомостям, рядового Чайку произвесть в унд оф, а семейство унд оф Старичкова призреть».
Существует всего два свидетельства о подвиге Старичкова: процитированный рапорт Кутузова и предшествовавший ему рапорт генерала Есипова, не называющий героя по имени. Все обстоятельства, не упомянутые Кутузовым и Есиповым, были добавлены позднейшими авторами и не имеют под собой исторических оснований.

## «Дом Старичкова»
4 марта 1806 года «Санкт-Петербургские ведомости» опубликовали первое сообщение Военно-походной канцелярии о подвиге Старичкова и императорскую резолюцию о призрении его семьи. Розыск этой семьи занял три месяца: только 31 мая 1806 года начальник канцелярии Х. А. Ливен направил калужскому губернатору А. Л. Львову поручение «войти в подробное исследование нужд семейства его и какое признаете для оного полезным оказать пособие…». Львов установил, что отец героя уже несколько лет как умер, а его мать и незамужняя сестра бедствуют: «Вдова Марфа Старичкова с остающеюся в девках дочерью ея имеет пропитание от прядения на фабрике пряжи, живёт в бедности, но в прочем все семейство, так как и самая сосланная в Сибирь на поселение дочь ея, по засвидетельствованию соседей, доброго и честного поведения». Упомянутая в рапорте «сосланная в Сибирь» сестра Старичкова вышла замуж за крепостного, тем самым сама став крепостной, а в 1801 году помещик Гурьев предпочёл отправить «лишние рты» в Томск.
Не дожидаясь ответа императора, губернатор поручил городской думе (то есть калужскому купечеству) самостоятельно «решить вопрос». Купечество выделило 1000 рублей на переселение Марфы Старичковой в «каменный домик», а чуть позже Александр назначил ей пенсию в 300 рублей в год, и по 100 рублей — каждой из сестёр. Семья сестры, сосланная в Сибирь, получила право на свободное и бесплатное возвращение в Калугу (и действительно вернулась в том же году). Подробные статьи о царских милостях и общественной помощи Старичковым были опубликованы в августе 1806 года в «Санкт-Петербургских» и «Московских ведомостях». В 1807 году Старичковы переехали в двухэтажный каменный дом в приходе Воскресенской церкви (современный адрес — Калуга, Старичков переулок, 5). Наследники Марфы Старичковой жили в этом доме как минимум до 1899 года; в 1912 году обветшавший домик перешёл в руки органов опеки. Сохранившийся до сих пор дом называется в Калуге «дом Старичкова», но сам Семён Старичков здесь никогда не жил. Улица, на которой стоит этот дом, бывшая Фурсова, с 1866 по 1918 год называлась «улица Старичкова», а с 1991 года «переулок Старичков». Сам Старичков в 2006 году стал почётным гражданином города Калуги.

## Героизация образа
В 1830-х годах описание подвига Старичкова вошло в «Памятную книжку для нижних чинов» — официальное солдатское чтение, предусмотренное «Наказом войскам» 1838 года. Это описание, по мнению Бессонова, в целом не противоречило документальным свидетельствам, но уже было приукрашено эмоциональными «деталями» и отступило от исторической правды: так, по «Книжке», знамя в расположение русских войск вернул не Трескин, но Чайка. Суммы, выплаченные семье Старичковых, указаны неверно из-за невнимания к источникам.
В 1846 году вольнослушатель Академии художеств подпоручик П. И. Бабаев написал картину «Умирающий солдат, передающий сохраненное им знамя товарищу». Картина принесла Бабаеву сразу две медали Академии, и по указанию Николая I была приобретена для украшения Чесменской военной богадельни. Подробный отчёт о передаче картины, повторяющий историю подвига Старичкова, был опубликован в «Русском инвалиде». Литографированные портреты Старичкова, рисованные с полотна Бабаева, позже ошибочно считались подлинными его портретами. В 1910 году по мотивам картины была выполнена скульптурная группа — часть памятника к двухсотлетию Кексгольмского полка, некогда пополнявшегося солдатами Азовского полка (в настоящее время хранится в Артиллерийском музее в Петербурге). «Чесменская» картина Бабаева утрачена, но в собрании Рязанского художественного музея сохранилась другая картина того же художника на тот же сюжет, некогда принадлежавшая И. Н. Скобелеву. Осенью 2012 года музей провёл выставку батального искусства, центром которого стала «скобелевская» картина, вернувшаяся в Рязань после пожара в московском центре Грабаря.
В конце 1866 года по просьбам калужской общественности в Троицкий собор доставили хранившееся в Петербурге «знамя, спасённое Старичковым». В действительности это было знамя образца 1810 года, пожалованное Азовскому полку за войну со шведами 1808—1809 годов. Ошибку не заметили, и вокруг «знамени Старичкова» возник местный культ и «своеобразный мемориальный комплекс» из местных святынь. Знамя хранилось свёрнутым, и лишь раз в год, 26 ноября, его выносили на парад. В 1899 году петербуржские власти решили вернуть знамя из Калуги в Петербург, но губернатор добился от Николая II отмены указа. Знамя пережило революцию 1917 года, оккупацию и после проведённой в 1975—1982 годах реставрации находится в запасниках областного краеведческого музея, а в открытой части музея выставлена его копия.
Во время Русско-турецкой войны 1877—1878 годов в Москве, на Даниловской мануфактуре, выпускали платки-памятки для нижних чинов, на которых наставления по обращению с винтовкой Бердана соседствовали с рассказом о Старичкове. В 1906 году, к столетию Аустерлица, Старичкова навечно зачислили в строй Азовского полка. В 1912 году в Калуге учредили именную стипендию Старичкова для учащихся ремесленных школ.
Во время Великой Отечественной войны, уже после освобождения города, благодаря калужскому краеведу Н. М. Маслову забытое было имя Старичкова вновь появилось на страницах калужских газет и патриотических брошюр: «В наши дни Великой Отечественной войны с гитлеровской Германией, с кровавым фашизмом, о подвиге Старичкова пишут в газетах и журналах, рассказывают по радио. Этот подвиг, как и многие другие исторические примеры мужества и храбрости русского воина, его верности воинской присяге, ещё более будут вдохновлять наших защитников родины на новые боевые подвиги…».